# 랜디 마이즈너
랜들 허먼 마이즈너(영어: Randall Herman Meisner, 1946년 3월 8일~2023년 7월 26일)는 미국의 음악가, 가수, 작곡가, 그리고 이글스의 창립 멤버였다. 그의 전문적인 음악 경력 내내, 마이즈너의 주요 역할은 그룹 멤버이자 세션 음악가로서 베이시스트이자 백 하모니 보컬리스트였다. 그는 이글스 히트곡 〈Take It to the Limit〉에서 리드 보컬을 공동 작곡하고 불렀다.

## 어린 시절
랜달 허먼 마이즈너는 농부 허먼 (1911년~1995년)과 에밀리 (성 하운) 마이즈너 (1911년~2010년)의 둘째 아이이자 외아들로 네브라스카주 스코츠블러프에서 태어났다. 그의 조부모님 네 분 모두 볼가 독일인 이민자였다. 랜디에게는 2005년에 돌아가신 누나 캐롤이 있었다. 그는 그의 어머니가 항상 집 주변에서 노래를 불렀다고 회상했다. 그의 외할아버지 조지 하운은 바이올린 선생님이었다.

## 개인 생활
마이즈너는 두 번 결혼했다. 1963년에 자신의 고등학교 여자친구인 제니퍼 리 바튼과 결혼했고, 이후 1963년 11월에 아들 데이나 스콧 마이즈너를 낳았다. 1981년 이혼하기 전까지 쌍둥이 헤더 리와 에릭 셰인 마이즈너(1970년 5월생)를 더 낳았다.
마이즈너는 이후 1996년 11월 12년 지기 여자친구 라나 레이와 결혼했다. 그 결혼은 2016년 그녀가 사망할 때까지 지속되었다.

### 라나 마이즈너의 죽음
2016년 3월 6일, 캘리포니아주에 있는 커플의 스튜디오 시티에서 온 한 여성이 음주 상태일 가능성이 있는 남성에게 경찰의 도움을 요청하는 911 전화에 경찰이 응답했다. 90분 후, 경찰이 현장을 떠난 후, 라나 마이즈너는 그녀가 움직이던 소총이 케이스의 물체에 맞고 발사되었을 때 실수로 총을 쏴 자살했다. 당국은 감시 테이프가 마이즈너가 그 당시 집의 다른 부분에 있었다는 것을 보여주었기 때문에 그가 총격에 아무런 역할도 하지 않았다고 판단했다.
우발적인 총격 이후, 마이즈너는 이전의 위협과 정신적 문제로 자살을 위협한 후 정신과적 구금 상태에 놓이게 되었다.
2016년 4월 1일, CBS 뉴스는 마이즈너의 정신과 관리 문제에 대한 종합적인 평가를 발표했다.

### 사망
마이즈너는 2023년 7월 26일 로스앤젤레스에서 만성 폐쇄성 폐질환(COPD)과 관련된 합병증으로 77세의 나이로 사망했다.

## 음반 목록

### 이글스
- Eagles(1972년)
- Desperado(1973년)
- On the Border(1974년)
- One of These Nights(1975년)
- Hotel California(1976년)